# Cirillo III di Costantinopoli
Cirillo III Spanos (in greco Κύριλλος Γ΄ Σπανός?; Xanthi, 1590 – Cipro, ...) è stato patriarca ecumenico di Costantinopoli per due brevissimi periodi nel 1652 e nel 1654, dopo aver comprato la carica. Dal 1635 al 1637 era stato metropolita di Corinto.